# Gustave De Schryver
Gustave De Schryver foi um ciclista belga que participava em competições de ciclismo de pista. Representou seu país, Bélgica, na perseguição por equipes de 4 km nos Jogos Olímpicos de Verão de 1920. A equipe belga terminou na quarta posição. Nos 50 km, terminou em oitavo.